# Bound by Ties of Blood and Affection
Bound by Ties of Blood and Affection è il settimo album di studio del gruppo hardcore punk statunitense Good Riddance, pubblicato nel 2003 dalla Fat Wreck Chords.

## Tracce
Tutte le tracce di Rankin tranne dove indicato
1. Made to Be Broken - 1:58
2. More Depalma, Less Fellini (Rankin, Luke Pabich) - 1:49
3. Saccharine - 2:16
4. Up the Affiliates - 0:58
5. Boxing Day - 2:10
6. The Dubious Glow Of Excess (Rankin, Pabich) - 2:23
7. Black Bag Confidential - 2:16
8. Paean to the Enlightenment (Rankin, Chuck Platt) - 1:27
9. There's No "I" in Team - 2:17
10. The Process - 1:44
11. Dylan - 1:52
12. Remember Me - 1:56
13. Shame, Rights & Privilege (Rankin, Platt) - 1:30
14. Bobby Baun - 5:20

## Formazione
- Russ Rankin – voce
- Luke Pabich – chitarra
- Chuck Platt – basso
- Dave Wagenschutz – batteria